# Quantum3
Quantum3 ist eine von High Voltage Software entwickelte Spiele-Engine. Im Jahr 2008 erlangte sie maßgeblich dadurch Bekanntheit, dass sie in der Lage ist, bis dato selten auf der Wii-Konsole verwirklichte Grafikeffekte umzusetzen.

## Überblick
Die Quantum3-Engine kommt nach Aussage von Eric Nofsinger, Chief Creative Officer bei High Voltage Software, seit 2005 in den meisten Spielen des Entwicklers zum Einsatz – darunter Spiele, welche für PlayStation 2 und PlayStation Portable erschienen sind. Aktuell (Stand: 2008) wird sie jedoch hauptsächlich für Wii optimiert.
Die Anpassungen der Engine für Wii sind dahingehend, dass sie einige Grafikeffekte ermöglichen soll, die bisher im Konsolenbereich hauptsächlich auf der PlayStation 3 und der Xbox 360 eingesetzt werden, wie z. B. Bumpmapping, Reflexionen, Lichtbrechungen, Shadow Mapping, Bewegungsunschärfe, animierte Texturen usw.

## Spiele
Quantum3 kommt in diversen Spielen von High Voltage Software zum Einsatz. Unter anderem sind dies:
- Harvey Birdman: Attorney at Law
- Family Guy Video Game!
- Gyrostarr
- The Conduit
- Animales de la Muerte (in Entwicklung)
- Gladiator A.D. (in Entwicklung)[5]
- The Grinder (in Entwicklung)